# A
Az A a latin ábécé első betűje. A legtöbb nyelvben az A vagy egy nyílt hátul képzett kerekítés nélküli hangot [ɑ], vagy egy nyílt középen képzett kerekítés nélküli hangot [a] jelöl.

## Történet
Az A betűt az egyiptomi hieroglifák ökör piktogramjából származtatják.
| Egyiptomi ökörfej hieroglifa | Proto-semitikus ökörfej | Föníciai alef | Magyar rovásjel A | Görög alfa | Etruszk A | Római (latin) A |

Miután az i. e. 1600-as években a föníciai írás lineárissá vált, ez lett a későbbi formák alapja. A betű neve megegyezik a héber ábécé első betűjének nevével (alef).
Mikor az ősi görögök átvették a föníciai ábécét, nem volt szükségük a glottális hangok jelölésére, ekkor kezdték el használni az [ɑ] hang jelölésére a betűt. Ekkor lett a neve is alf.
A mai latin írásba az etruszkok közreműködésével került, akik a görög írásból vették át a betűt.

## Jelentései

### Biokémia
- A jelentése alanin és adenozin.
- A: a DNS egyik bázisának, az adeninnek a jele.

### Csillagászat
- A: 8000 °C és 12 000 °C közötti hőmérsékletű csillagok színképtartományának egyik osztálya, mely további 10 alosztályra oszlik, melyeket 0 és 9 közötti számokkal jelölünk, ezek az alsó indexbe kerülnek, például A6.

### Elektronika
- A jelentése anód.
- A jelentése Amper.

### Filmművészet
- A: 1969-ben készült olasz film

### Fizika
- a: az ár területegység jele.
- a: a vektoros gyorsulás jele (acceleratio)
- A: az SI-mértékegységrendszer egyik alapegysége, az amper
- A: a terület vagy felszín jele (area)
- A: az amplitúdó jele
- A: a sugárforrás aktivitásának jele
- A: a tömegszám avagy (nukleonszám) jele.

### Földrajz
- A: egy folyó neve Svájcban (Combe de l'A).

### Geológia
- a: az év jele

### Kémia
- A: a tömegszám (nukleonszám) jele
- A: oldatoknál az oldószer mennyiségére utaló index

### Közgazdaságtan
- A: az eszközök (aktívák), illetve a vagyon pénzben kifejezett értékének jele.

### Matematika
- a fordított A betűre hasonlító {\displaystyle \forall }: matematikában és logikában használatos jel, úgynevezett univerzális kvantor, jelentése „bármely …-ra/re”. Példa: {\displaystyle \forall x(x+x=2x)}. Bizonyára az „all” szó kezdőbetűjének megfordításából keletkezett.
- A: hexadecimális (16-os számrendszerbeli) 10 jele.
- {\displaystyle \mathbb {A} } (Unicode &#x1D504;) jelöli az algebrai számokat.
- A: a terület vagy felszín jele

### Orvostudomány
- A: az egyik vércsoport jele, két alcsoportja lehet, melyet a + és – jelekkel jelölnek.
- A: az egyik vitamin neve (retinol)

### Számítástechnika
- <A>: a HTML leírónyelv egyik eleme („anchor”)
- a: az archiválandó, archív (archive) attribútum rövidítése
- @: ligatúra; a „kukac” jele, melyet általában e-mail címeknél használnak például: janos@wikipedia.hu,guest@wikipedia.com

Eredetileg az angol at (-nál., -nél) névelőből származik. Német nyelvterületen Klammeraffe volt a neve.

### Zene
- A: zenei hang, a C-hangsor 6. eleme, fontos szerepe van a hangszerek hangolásánál. A normál zenei A hang, frekvenciája 440 Hz.
- A: a Jethro Tull egyik albuma

### Egyéb
- A: nemzetközi autójelként Ausztria jele
- A: kártyajátékokban az ilyen jelű kártyalap általában az ász

## Alternatív jelölések
- A NATO fonetikus ábécében az A neve: Alfa (más írásmóddal: Alpha).
- A Morze ábécé szerint az A betű :[· -] a kód hangjele
- A Braille-írásban a jele ⠁, vagy: .
- Nemzetközi hajózásban a jelzőzászlaja :
- Haditengerészetnél használt szemaforjele :

## Karakterkódolás
| Karakterkészlet | Kisbetű (a) | Nagybetű (A) |
| --------------- | ----------- | ------------ |
| ASCII           | 97          | 65           |
| Bináris ASCII   | 01100001    | 01000001     |
| EBCDIC          | 129         | 193          |
| Bináris EBCDIC  | 10000001    | 11000001     |
| Unicode         | U+0061      | U+0041       |
| HTML/XML        | &#97;       | &#65;        |